# Mestno obzidje Yorka
York so že od rimskih časov branili zidovi v takšni ali drugačni obliki. Do danes so ostali znatni deli obzidja in York ima več kilometrov nedotaknjenega obzidja kot katero koli drugo mesto v Angliji. Znani so različno kot Mestno obzidje Yorka, Bar Walls in rimsko obzidje (čeprav je to zadnje napačno ime, saj je zelo malo obstoječega kamna rimskega izvora, potek obzidja pa je bil od rimskih časov bistveno spremenjen). Stene so običajno visoke 4 m in široke 1,8 m. So najdaljše mestno obzidje v Angliji. They are the longest town walls in England.

## Zgodovina

### Rimsko obzidje
Prvotno obzidje je bilo zgrajeno okoli leta 71 našega štetja, ko so Rimljani postavili utrdbo (castra), ki je zasedla okoli 21,5 hektarjev blizu bregov reke Ouse. Pravokotnik obzidja je bil zgrajen kot del obrambe utrdbe. Temelji in linija približno polovice teh rimskih zidov tvorijo del obstoječega zidu, kot sledi:
- del (zahodni vogal, vključno z Večkotnim stolpom) v muzejskih vrtovih
- severozahodni in severovzhodni del med Bootham Barm in Monk Bar
- nadaljnji odsek med Monk Bar in dvorano Merchant Taylors' Hall, na koncu katerega so na strani obstoječega obzidja v središču mesta vidni nižji sloji vzhodnega vogala rimskega obzidja.

Linija preostalega rimskega obzidja je potekala jugozahodno od vzhodnega vogala in prečkala via principalis trdnjave, kjer je zdaj Kraljevi trg. Južni vogal je bil v današnjem Feasegateu, od tu pa se je obzidje nadaljevalo proti severozahodu do zahodnega vogala. Točka, kjer je zid prečkal via praetoria, je označena s ploščo na Trgu svete Helene blizu dvorca.

#### Večkotni stolp
Večkotni stolp v muzejskih vrtovih je najbolj opazna in nedotaknjena stavba, ki je ostala od rimskega obzidja. Zgrajen je bil kot del niza osmih podobnih obrambnih stolpov. Obzidje je skoraj zagotovo delo Septimija Severa; vendar je Večkotni stolp verjetno poznejši dodatek Konstantina Velikega okoli leta 310–320 našega štetja. Ima deset strani, ki temeljijo na pravilni štirinajststrani figuri, oblikovani tako, da je krog skozi notranje kote notranje ploskve tangenten na krivuljo. Zadnje štiri stranice manjkajo, da bi omogočile dostop do notranjosti stolpa. Nizek podstavek ali krilo sega iz najnižjega sloja.
Stolp je visok skoraj 9,1 m) ima zunanji premer 14,8 m ob vznožju in 14 m nad robom. Dolžina vsake stranice se giblje od 2,3 m do 3,4 m na notranji strani. Stolp štrli čez kurtino na razdaljo 11,20 m. Temelji so betonski, na vrhu pa se razprostira stolp z jedrom iz ruševin in malte med sklenjenimi sloji majhnih blokov magnezijevega apnenca. Pri 4,6 m luknja zmanjša debelino stene s 1,5 m na 0,99 m, ki se nadaljuje še 1,2 m, preden se omeji z 3,4 m iz zidarstva iz 13. stoletja, v katerem so vidne strelnice.

### Po Rimljanih
Danci so mesto zasedli leta 867. V tem času je bila rimska obramba v slabem stanju in Danci so porušili vse stolpe razen Večkotnega stolpa in obnovili obzidje.
Večina preostalega obzidja, ki obdaja celotno srednjeveško mesto, je iz 13. – 14. stoletja. Od vzhodnega vogala rimskega obzidja se srednjeveško obzidje razteza do mostu Layerthorpe. Za mostom je Kraljev ribnik, močvirje, ki je nastalo z Normansko zajezitvijo reke Foss, zagotavljalo ustrezno varnost mestu in na tem območju nikoli niso zgradili obzidja.
V srednjem veku je k obrambi mesta dodatno pripomoglo ne le obzidje, temveč tudi obzidje pod njim in jarek, ki ga je obdajal. Jarek ob obzidju je bil nekoč širok 18,3 m in globok 3 m. V sodobnem času je bil jarek skoraj ves zasut in ne obstaja več. Zaradi tega so tla neposredno okoli obzidja na večini krajev višja, kot bi bila v srednjem veku.
Obzidje se nadaljuje onkraj zdaj kanaliziranega Fossa pri Rdečem stolpu, opečnati stavbi, ki je bila v preteklih letih precej obnovljena. Nadaljuje se proti jugu in zahodu okoli območja Walmgate in se konča v drugem stolpu (Fishergate Postern), blizu gradu York, ki je bil prej obdan z lastnim obzidjem in jarkom.
Majhen odsek obzidja na zahodni strani Tower Gardens se konča pri Davy Towerju, drugem opečnem stolpu, ki je ob reki Ouse. Ta je prvotno potekal do grajskega obzidja, s poterno na Tower Street.
Onstran Ouse se obzidje nadaljujejo pri Skeldergateu, kjer je bila nekoč še ena poterna. Povzpne se mimo hriba Baile, zavije desno in nadaljujejo proti severozahodu vzporedno z notranjo obvoznico. V bližini železniške postaje ponovno zavije desno v smeri severovzhod in konča pri Barker Tower na Ouse.
Stolp Barker je bil nekoč povezan s stolpom Lendal z verigo čez reko, vzporedno z mostom Lendal iz 19. stoletja. Majhen del obzidja nato vodi do vhoda v muzejske vrtove, Večkotnega stolpa in prvotne linije rimskega obzidja.
Obzidje so med angleško državljansko vojno popravili parlamentarci kot tudi med poznejšimi jakobitskimi vstajami zaradi strahu pred invazijo s Škotske.
Stene so bile obnovljene v viktorijanskem obdobju, potem ko so propadle. Viktorijanci so razširili steno in jo na nekaterih območjih razširili (na primer na severnem območju s pogledom na stolnico), prej pa so na nekaterih območjih verjetno obstajale le ozke police, ki bi jih lahko uporabili za podporo lesena stena v času nevarnosti. Obnovili so tudi obzidje in včasih vrhove obzidja. Nekatera okna z režami so na napačni višini, nekatera pa so ozka za celotno širino parapeta. Nekateri deli zidov imajo še vedno majhne luknje, imenovane mušketne zanke iz 17. stoletja, iz katerih se strelja z mušketami, čeprav so zaradi obnove negotove starosti. Na severnem območju, kjer imate pogled na stolnico, so obzidje branili z intervalnimi stolpi, ki bi bili po viktorijanski obnovi višji, kot so zdaj. Večino merlonov, razporejenih vzdolž obzidja, so dodali viktorijanci. Vendar pa so nekateri starejši od tega obdobja, kot je razvidno iz ilustracije Micklegate Bar iz leta 1782 in ilustracije iz leta 1807, ki prikazuje večkotni stolp in obzidje, čeprav je ostalo zelo malo prvotnih srednjeveških merlonov. Morda je bil eden najbolj opaznih dodatkov k zidu stolp Robina Hooda, zgrajen leta 1889.
Danes je obzidje načrtovan starodavni spomenik in stavba I. stopnje.

## Vhodna poslopja
- Bootham Bar v senci Yorške stolnice
- Walmgate Bar z barbakanom, pogled z zunanje strani obzidja
- Gravura iz leta 1782, ki prikazuje Micklegate Bar, na kateri so navedena prejšnja popravila
- Walmgate Bar v 1820-ih pred obnovo

Obzidje je prekinjeno s štirimi glavnimi vrati (vhodno poslopje ali bar): (Bootham bar, Monk bar, Walmgate bar in Micklegate bar. Ta so v srednjem veku omejevala promet, uporabljali so jih za pobiranje cestnin in kot obrambne položaje v času vojne.
Bootham Bar
Čeprav je bil večji del Bootham Bara zgrajen v 14. in 19. stoletju, ima tudi nekaj najstarejših ohranjenih kamnitih delov iz 11. stoletja. Stoji skoraj na mestu porta principalis dextra, severozahodnih vrat Eborakuma. V 12. stoletju so jih poimenovali barram de Bootham, kar pomeni 'vrata pri kabinah', po bližnjih tržnicah. Bila so zadnja od barov, ki so izgubila barbakan, ki so ga odstranili leta 1835.
Monk Bar
Ta štirinadstropna vrata so najvišja in najbolj dovršena od štirih in so bila zgrajena v začetku 14. stoletja. Zamišljena so bila kot samostojna utrdba, vsako nadstropje pa je mogoče braniti ločeno. Sedanja vrata so bila zgrajena, da bi nadomestila vrata iz 12. stoletja, znana kot Munecagate, ki so stala 91 m severozahodno, na mestu rimskih vrat porta decumana – to lokacijo označuje rahel vpad v zemeljsko obzidje. Od leta 1993 do leta 2020 je bil v Monk Bar muzej, imenovan The Richard III Experience at Monk Bar, danes pa so to ohranjena vrata v delujočem stanju.
Walmgate Bar
Večina rat Walmgate Bar je bila zgrajena v 14. stoletju, čeprav je notranji prehod iz 12. stoletja. Prvotno so se imenovala Walbegate, beseda Walbe pa je verjetno anglo-skandinavsko osebno ime. Najpomembnejša značilnost je barbakan, ki je edini ohranjen na mestnih vratih v Angliji. Ohranja tudi vrata in ima reprodukcijo hrastovih vrat iz 15. stoletja. Na notranji strani se nad prehodom razprostira elizabetinska hiša, podprta s kamnitimi stebri toskanskega reda (prvotno rimskega izvora, vendar spremenjena leta 1584). Hiša je bila naseljena do leta 1957.
Vrata so bila skozi leta večkrat popravljena in obnovljena, predvsem leta 1648, po obleganju Yorka leta 1644 v angleški državljanski vojni, ko so bila obstreljena s topovskim ognjem, in leta 1840, potem ko so bila več let zanemarjena. Poškodovana so bila tudi leta 1489, ko so jih skupaj z Fishergate Bar požgali uporniki, ki so se uprli zaradi povišanja davkov.
Micklegate Bar
Ime tega štirinadstropnega vhodnega poslopja izvira iz staronordijskega mykla gata ali 'velika cesta' in vodi na Micklegate. To so bila tradicionalna obredna vrata za monarhe, ki so vstopali v mesto, ki se po tradiciji od Riharda II. leta 1389 ob vstopu v vrata dotaknejo državnega meča.
Spodnji del je bil zgrajen v 12. stoletju, zgornja nadstropja pa v 14. stoletju; prvotni barbakan je bil odstranjen leta 1826. Vsaj šest vladajočih monarhov je šlo skozi ta vrata. Zaradi njihove simbolične vrednosti so bile na obrambi prikazane odsekane glave izdajalcev. Med glavami, ki so jih tam pustili gniti, so bili: Henry Hotspur Percy (1403), Henry Scrope, 3. baron Scrope iz Mashama (1415), Richard Plantagenet, 3. vojvoda Yorški (1461) in Thomas Percy, 7. grof Northumberlandski (1572).
Vrata so bila naseljena do 20. stoletja. V zgornjih dveh nadstropjih so bivalni prostori, ki so danes muzej, znan kot City Walls Experience at Micklegate Bar. Obnova je bila končana konec leta 2017.

## Manjša vrata
Poleg štirih glavnih vrat sta še dve manjši.
Fishergate Bar
Ta prvotno izvirajo iz okoli leta 1315, ko je bilo dokumentirano imenovano Barram Fishergate. Po nemirih leta 1489 so jih zazidali, vendar so jih leta 1827 ponovno odprli in danes omogočajo dostop pešcem skozi obzidje med območjem Fishergate (pravzaprav Fawcett Street/Paragon Street) in George Street.
Victoria Bar
Kot že ime pove, so ta vrata dodatek v obzidju iz 19. stoletja. Odprli so jih leta 1838, da bi zagotovili neposreden dostop med Nunnery Lane in Bishophillom. Toda med gradnjo so pod njim našli ostanke starodavnih vrat. To je bil verjetno prehod, ki je bil v 12. stoletju znan kot lounelith ali osamljen prehod (v primerjavi z Micklegate Bar ali velikimi vrati, ki so štiristo metrov stran). To je bil majhen vhod v mesto, ki sega v čas zgodnjega srednjega veka, vendar je bil pozneje zasut z zemljo in kamnom, verjetno v obdobju, ko je obzidje sestavljalo le leseno palisado, preden so jih ponovno zgradili v kamnu (od okoli leta 1250).